# ۱۵۴۴ (میلادی)
۱۵۴۴ (میلادی) هزار و پانصد و چهل و چهارمین سال تقویم میلادی است.

## درگذشتگان
- ۱۰ سپتامبر – کلمان مرو، شاعر فرانسوی (ز. ۱۴۹۶)